# Noitibó-de-pescoço-dourado
Noitibó-de-pescoço-dourado (Caprimulgus pectoralis) é uma espécie de noitibó da família Caprimulgidae.
Pode ser encontrada nos seguintes países: Angola, Botswana, República Democrática do Congo, Gabão, Quénia, Malawi, Moçambique, Namíbia, África do Sul, Essuatíni, Tanzânia, Zâmbia e Zimbabwe.